# Lamarckia aurea
Lamarckia aurea là một loài thực vật có hoa trong họ Hòa thảo. Loài này được (L.) Moench mô tả khoa học đầu tiên năm 1794.

## Hình ảnh

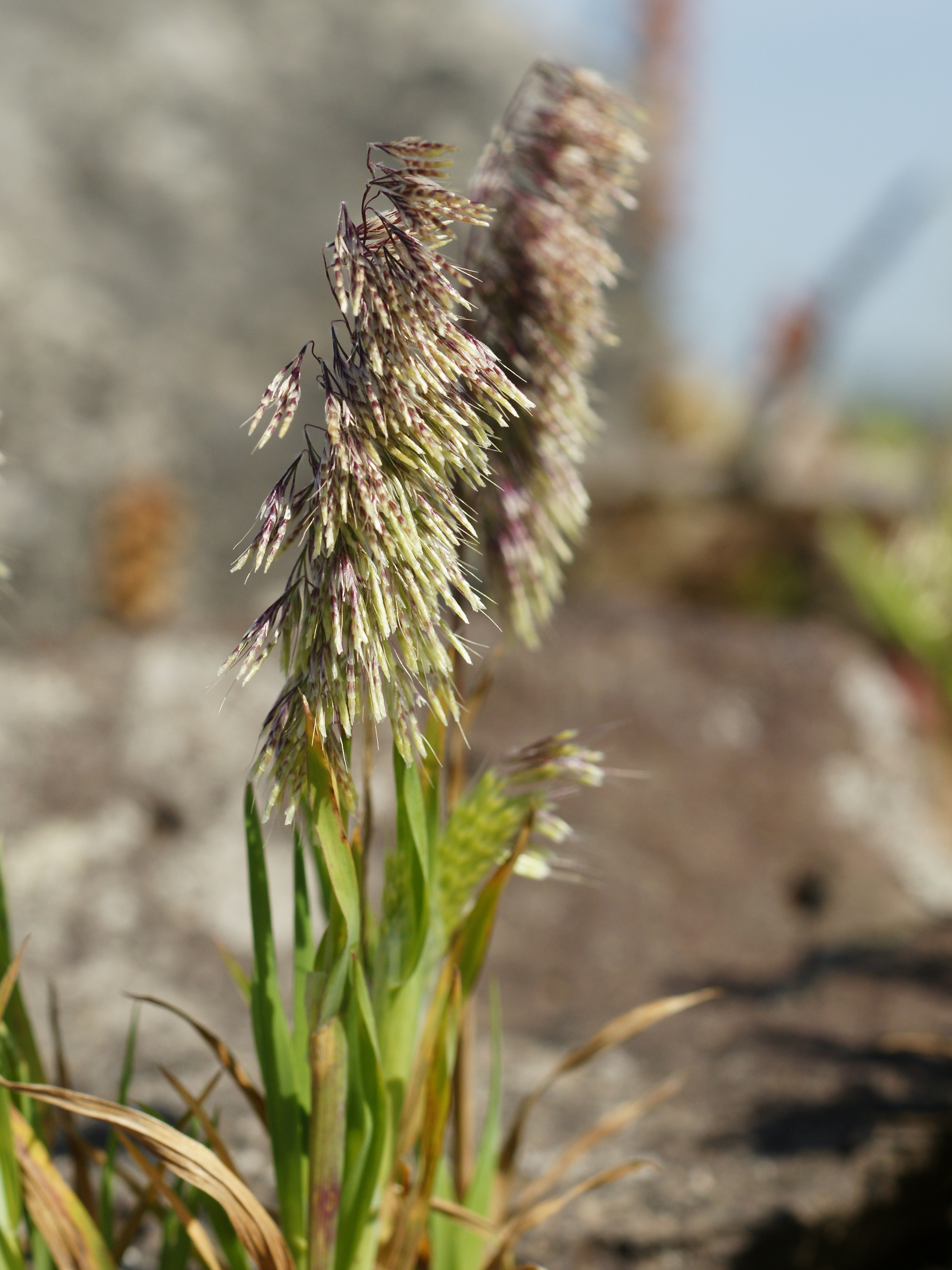
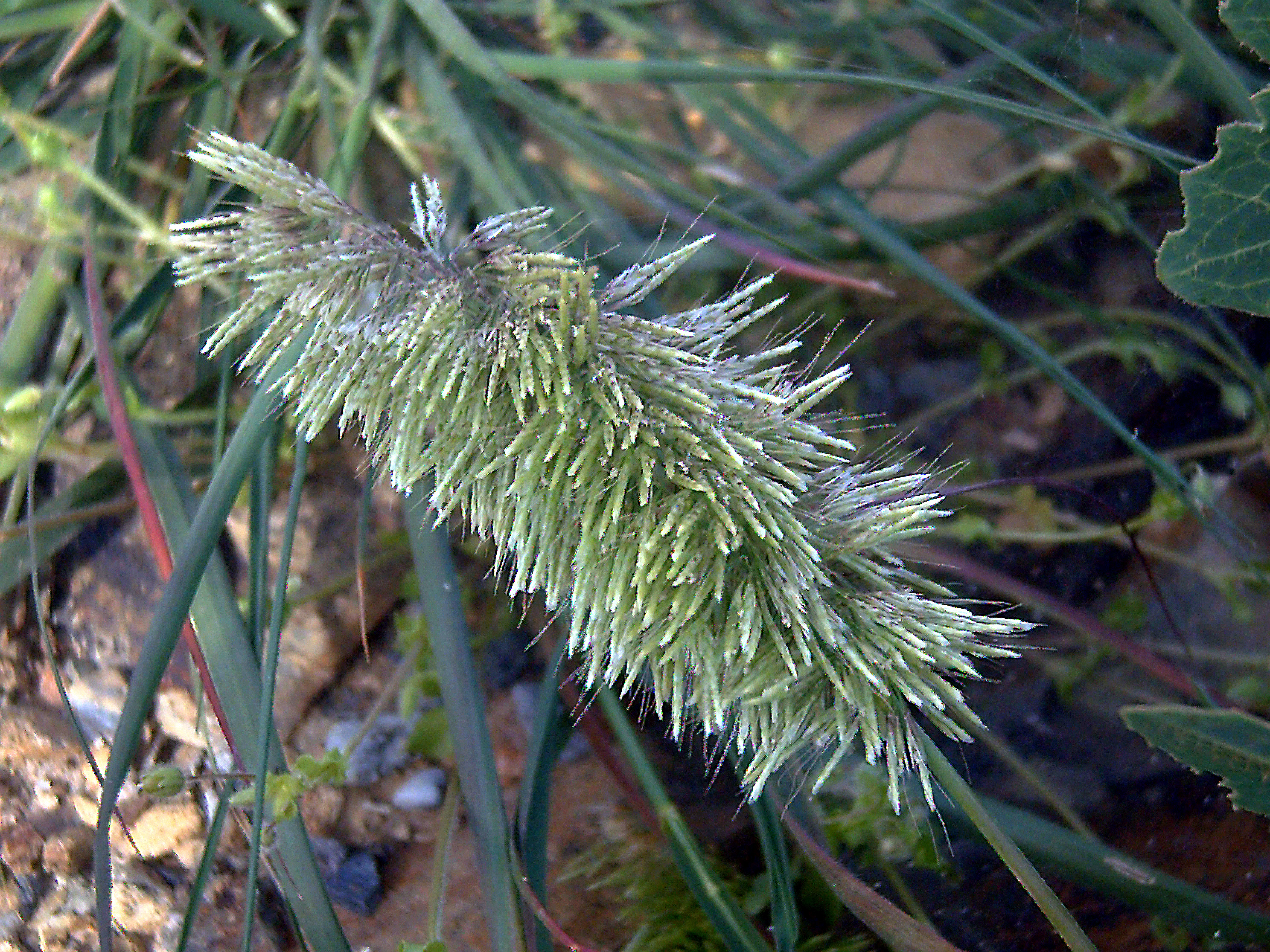
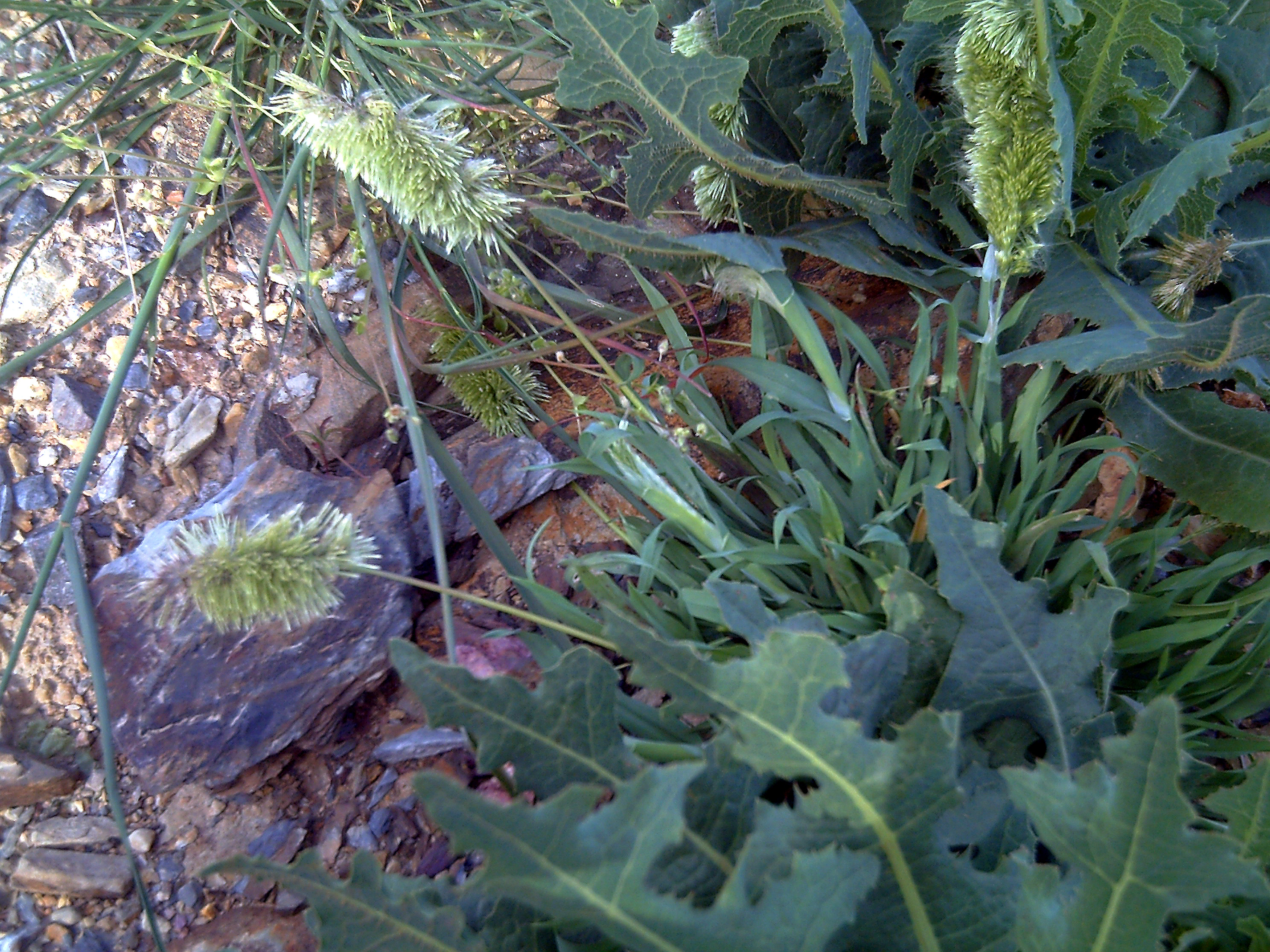
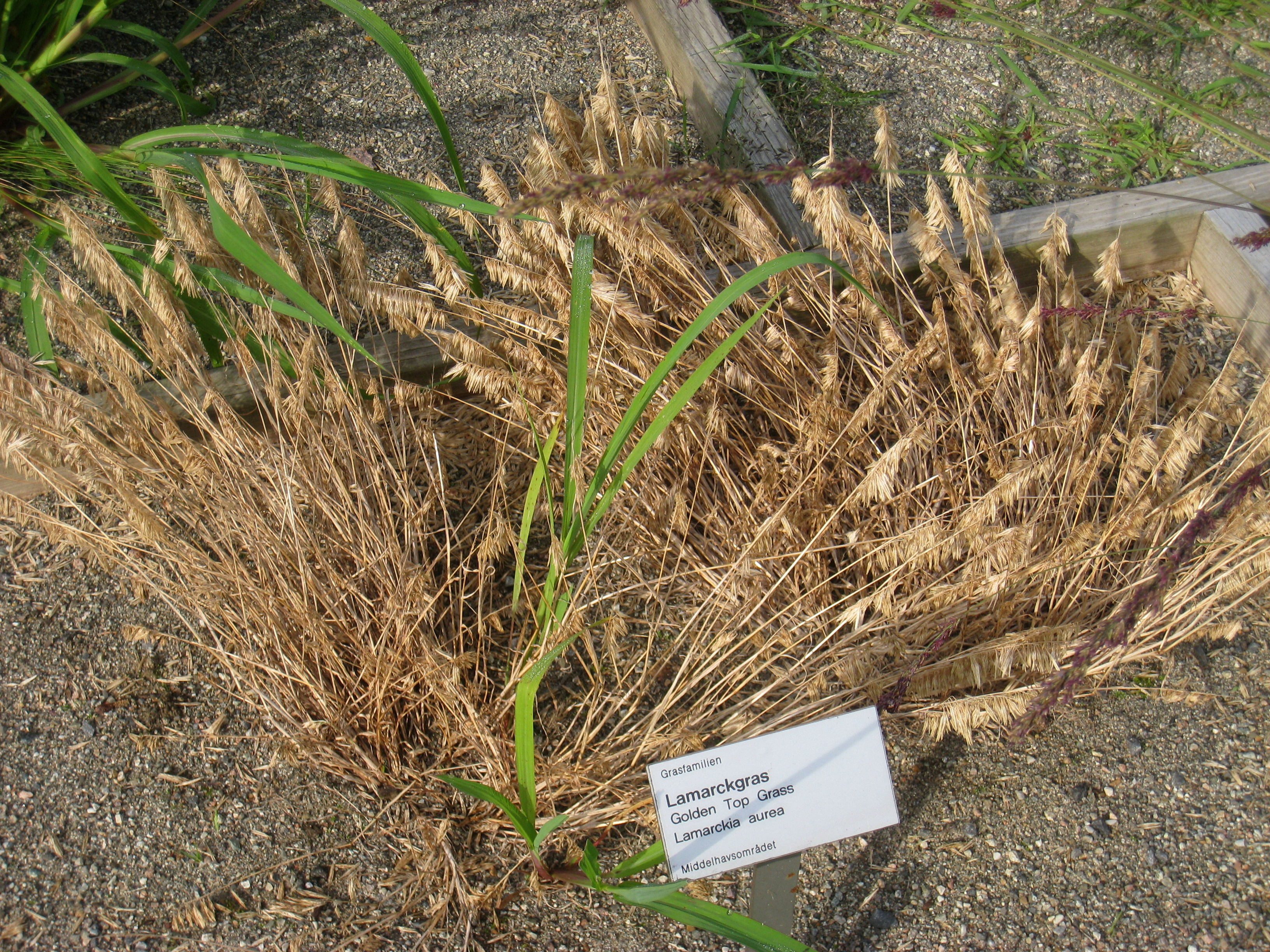